# Liste der reichsten Pakistaner
Die reichsten Pakistaner sind nach Angaben des US-amerikanischen Forbes Magazin (Stand: 2012):
| Rang | Name                                | Nettovermögen (US-Dollar) | Alter | Wohnorte                   | Herkunft des Vermögens                                                                 | Industrie                                           |
| ---- | ----------------------------------- | ------------------------- | ----- | -------------------------- | -------------------------------------------------------------------------------------- | --------------------------------------------------- |
| 1    | Shahid Khan                         | 5,6 Milliarden            | 62    | Naples, Florida und Lahore | Flex-N-Gate, Jacksonville Jaguars                                                      | Autoteile                                           |
| 2    | Mian Muhammad Mansha                | 2 bis 5 Milliarden        | 64    | Lahore                     | Nishat Group, MCB, Adamjee Group, Nishat Chiniot Energie                               | Textilien, Bank, Energie, Transport                 |
| 3    | Asif Ali Zardari                    | 1,8 Milliarden            | 57    | Nawabshah                  | Mischkonzern, Regierung                                                                | Politik, Nahrungsmittel, Investment, Immobilien     |
| 4    | Anwar Pervez OBE                    | 1,5 Milliarden            | 77    | London                     | Bestway Group, United Bank Limited                                                     | Zement, Bank, Einzelhandel                          |
| 5    | Nawaz Sharif                        | 1,4 Milliarden            | 62    | Lahore                     | Ittefaq Group, Sharif Group                                                            | Politik, Nahrungsmittel und Stahl                   |
| 6    | Saddaruddin Hashwani                | 1,1 Milliarden            | 71    | Islamabad                  | Marriott Hotels, Pearl Continental Hotel, Orient Petrolium                             | Hotellerie, Tourismus, Erdöl und Erdgas             |
| 7    | Nasir Schon                         | 1 Milliarde               | 55    | Karatschi und Dubai        | Schon Group                                                                            | Immobilien, Kunstdünger                             |
| 7    | Abdul Razzak Yaqoob                 | 1 Milliarde               |       | Karatschi und Dubai        | ARY Group                                                                              | Medien, Immobilien, Einzelhandel                    |
| 9    | Rafiq Habib                         | 900 Millionen             |       | Karatschi                  | House of Habib Habib Bank AG Zürich, Makro Pakistan                                    | Bank, Finanzen, Handel, Bau, Verkauf von Toyota Pkw |
| 10   | Tariq Saigol                        | 850 Millionen             |       | Lahore                     | Sahgal Group Kohinoor Textilien, Pak Elektron Ltd, Saigol Motors, Sajeel Motors        | Energie, Automobilien, Textilien                    |
| 11   | Dewan Mushtaq                       | 800 Millionen             |       | Karatschi                  | Dewan Mushtaq Group, Dewan Salman Fibre, Dewan Zucker, Dewan Textilien, Pakland Zement | Automobilien, Textilien, Zucker                     |
| 11   | Sultan Ali Lakhani                  | 800 Millionen             |       | Karatschi                  | Lakson Group                                                                           | Medien, Nahrungsmittel, Versicherung, Energie       |
| 11   | Malik Riaz Hussain                  | 800 Millionen             |       | Rawalpindi                 | Bahria Town                                                                            | Immobilien                                          |
| 14   | Sheikh Abid Hussain alias Seth Abid | 780 Millionen             |       | Lahore                     | Green Fort                                                                             | Immobilien                                          |
| 15   | Mian Mohammed Latif                 | 700 Millionen             |       | Faisalabad                 | ChenOne und Chenab Textilien                                                           | Textilien und Mode                                  |
| 16   | Abdul Ghafoor                       | 660 Millionen             |       | Faisalabad                 | Sitara Chemicals und Yasir Spinning                                                    | Textilien und Energie                               |